# Medetera abstrusa
Medetera abstrusa är en tvåvingeart som först beskrevs av Thuneberg 1955.  Medetera abstrusa ingår i släktet Medetera och familjen styltflugor. Arten är reproducerande i Sverige. Inga underarter finns listade i Catalogue of Life.